# 68 Kill
68 Kill är en amerikansk thrillerkomedi från 2017, skriven och regisserad av Trent Haaga. Filmens huvudroller spelas av Matthew Gray Gubler, AnnaLynne McCord, Alisha Boe, Sheila Vand, Sam Eidson and Michael Beasley. Filmen släpptes den 4 augusti 2017.

## Rollista
- Matthew Gray Gubler - Chip
- AnnaLynne McCord - Liza
- Alisha Boe - Violet
- Sheila Vand - Monica
- Sam Eidson - Dwayne
- Michael Beasley - Officer Stevens
- James Moses Black - Clint
- David Maldonado - Ken Mckenzie
- Ajay Mehta - Sam
- Hallie Grace Bradley - Amy
- Lucy Faust - Skinny
- Peter Jaymes Jr. - Fatty
- Eric Podnar - Leroy

## Om filmen
Filmen premiärvisades på filmfestivalen South by Southwest den 11 mars 2017. Den 19 april 2017, erhöll IFC Midnight distributionsrätten för filmen. Filmen släpptes den 4 augusti 2017, av IFC Midnight.